# Вулиці Броварів
Це список урбанонімів в Броварах, які існують станом 2025 рік
З 6 травня 2022 року у Броварах офіційно наявно 240 вулиць, а також 42 провулки, 2 бульвара, 1 дорога, 1 майдан, 1 площа, 3 парка та 3 сквера (загалом — 293 об'єкта). 35 вулиць є магістральними.

## Вулиці

### А
- Вулиця Абрикосова
- Вулиця Аверкія Гончаренка
- Вулиця Авіаційна
- Вулиця Академіка Амосова
- Вулиця Академіка Богомольця
- Вулиця Анатолія Луценка
- Вулиця Антоніни Дворянець
- Вулиця Аркадія Голуба
- Вулиця Армії УНР

### Б
- Вулиця Базова
- Вулиця Батуринська
- Вулиця Березнева
- Вулиця Березова
- Вулиця Биківнянська
- Вулиця Білодібровна
- Вулиця Благодатна
- Вулиця Богдана Хмельницького
- Вулиця Броварської сотні
- Вулиця Будівельників
- Вулиця Бузкова
- Вулиця Бучанська

### В
- Вулиця Валерія Лобановського
- Вулиця Василя Кириченка
- Вулиця Василя Осьмака
- Вулиця Василя Симоненка
- Вулция Василя Стуса (запроєктована)
- Вулиця Вербна
- Вулиця Вереснева
- Вулиця Весняна
- Вулиця Відродження
- Вулиця Виноградна
- Вулиця Виробнича
- Вулиця Вишнева
- Вулиця Воїнів-афганців
- Вулиця Вокзальна
- Вулиця Волноваська
- Вулиця Володимира Великого
- Вулиця Володимира Винниченка
- Вулиця Володимира Івасюка
- Вулиця Володимира Конощенка
- Вулиця Володимира Кутового
- Вулиця Володимира Мономаха
- Вулиця Володимира Савченка
- Вулиця Волошкова
- Вулиця Воробйова
- Вулиця В’ячеслава Чорновола

### Г
- Вулиця Гайдамацька
- Вулиця Гельсінської групи
- Вулиця Геологів
- Вулиця Героїв Крут
- Вулиця Героїв Небесної Сотні
- Вулиця Героїв України
- Вулиця Героїв УПА
- Вулиця Григорія Сковороди
- Вулиця Григорія Ступака
- Вулиця Грицька Чупринки
- Вулиця Гнезненського повіту
- Вулиця Гоголя
- Вулиця Горіхова
- Вулиця Гостомельська
- Вулиця Гродзиського повіту
- Вулиця Гетьманська

### Д
- Вулиця Джеймса Мейса
- Вулиця Джерельна
- Вулиця Дмитра Гамалія
- Вулиця Дмитра Русановича
- Вулиця Дмитра Янченка
- Вулиця Дніпровська
- Вулиця Дружби

### Е
- Вулиця Електриків

### Є
- Вулиця Євгена Коновальця
- Вулиця Євгена Сверстюка
- Вулиця Євгенія Зеленського
- Вулиця Єдності

### Ж
- Вулиця Журавлина

### З
- Вулиця Заводська
- Вулиця Задарська
- Вулиця Зазимський шлях
- Вулиця Залізнична
- Вулиця Заліська
- Вулиця Запорізька
- Вулиця Запорізької Січі
- Вулиця Зелена
- Вулиця Зіркова
- Вулиця Злагоди

### І
- Вулиця Івана Батечка
- Вулиця Івана Богуна
- Вулиця Івана Виговського
- Вулиця Івана Гонти
- Вулиця Івана Козловського (запроєктована)
- Вулиця Івана Мазепи
- Вулиця Івана Нечуя-Левицького
- Вулиця Івана Пулюя
- Вулиця Івана Сірка
- Вулиця Івана Франка
- Вулиця Ігоря Завірюхіна
- Вулиця Ірини Цвілої
- Вулиця Ірпінська

### К
- Вулиця Казимира Малевича
- Вулиця Каштанова
- Вулиця Квітнева
- Вулиця Квятковського
- Вулиця Київська
- Вулиця Київської Русі
- Вулиця Княгині Ольги
- Вулиця Княжа
- Вулиця Кобзарська
- Вулиця Козацька
- Вулиця Кооперативна
- Вулиця Короля Данила
- Вулиця Космонавтів
- Вулиця Костя Гордієнка
- Вулиця Красилівська
- Вулиця Красницького повіту

### Л
- Вулиця Левадівська
- Вулиця Леоніда Глібова
- Вулиця Леоніда Каденюка
- Вулиця Леонтовича
- Вулиця Лесі Українки
- Вулиця Лідице
- Вулиця Лісова
- Вулиця Лугова
- Вулиця Львівська

### М
- Вулиця Малокиївська
- Вулиця Марії Заньковецької
- Вулиця Марії Лагунової
- Вулиця Марії Приймаченко
- Вулиця Маріупольська
- Вулиця Металургів
- Вулиця Механізаторів
- Вулиця Миколаївка
- Вулиця Миколаївська
- Вулиця Миколи Галагана (запроєктована)
- Вулиця Миколи Костомарова
- Вулиця Миколи Лисенка
- Вулиця Миколи Міхновського
- Вулиця Миру
- Вулиця Михайла Вербицького
- Вулиця Михайла Грушевського
- Вулиця Михайла Драгоманова
- Вулиця Михайла Дубовика
- Вулиця Михайла Максимовича
- Вулиця Михайла Мельника
- Вулиця Михайла Ружного
- Вулиця Михайла Стельмаха
- Вулиця Молодіжна

### О
- Вулиця Оболонська
- Вулиця Олега Ольжича
- Вулиця Олега Онікієнка
- Вулиця Олександра Білана
- Вулиця Олексія Большеченка
- Вулиця Олександра Довженка
- Вулиця Олени Теліги (запроєктована)
- Вулиця Олеся Гончара
- Вулиця Олімпійська
- Вулиця Ольги Гасин
- Вулиця Ольги Кобилянської

### П
- Вулиця Павла Полуботка
- Вулиця Павла Тичини
- Вулиця Павла Чубинського
- Вулиця Панаса Мирного
- Вулиця Пантелеймона Куліша
- Вулиця Переяславський шлях
- Вулиця Перонна
- Вулиця Петра Дорошенка
- Вулиця Петра Калнишевського
- Вулиця Петра Могили
- Вулиця Петропавлівська
- Вулиця Пилипа Орлика
- Вулиця Підлісна
- Вулиця Підприємницька
- Вулиця Пластунська
- Вулиця Платона Бориспольця
- Вулиця Платона Майбороди
- Вулиця Покровська
- Вулиця Польова
- Вулиця Порошкова
- Вулиця Прилуцька
- Вулиця Проліскова

### Р
- Вулиця Радистів
- Вулиця Ремонтників
- Вулиця Романа Сушка
- Вулиця Романа Шухевича
- Вулиця Ромашкова
- Вулиця Росяна
- Вулиця Русанівська
- Вулиця Руслана Попова

### С
- Вулиця Світловщинська (запроєктована)
- Вулиця Сергія Москаленка
- Вулиця Симона Петлюри
- Вулиця Січових Стрільців
- Вулиця Соборна
- Вулция Соломії Крушильнецької (запроєктована)
- Вулиця Сонячна
- Вулиця Соснова
- Вулиця Софронія Костири
- Вулиця Спортивна
- Вулиця Старотроїцька
- Вулиця Степана Бандери
- Вулиця Степана Олійника
- Вулиця Стефаника
- Вулиця Східна

### Т
- Вулиця Тополина
- Вулиця Трояндова

### У
- Вулиця Устима Кармалюка

### Ф
- Вулиця Фабрична
- Вулиця Фельдмана
- Вулиця Фіалковського
- Вулиця Фонтене-су-Буа

### Х
- Вулиця Харківська
- Вулиця Херсонська
- Вулиця Холодноярська

### Ц
- Вулиця Центральної Ради

### Ч
- Вулиця Чепурного
- Вулиця Чернігівська
- Вулиця Чорних Запорожців

### Ш
- Вулиця Шевченка
- Вулиця Шолом-Алейхема

### Ю
- Вулиця Юрія Корсакова (запроєктована)
- Вулиця Юрія Шевельова

### Я
- Вулиця Яблунева
- Вулиця Якова Остряниці
- Вулиця Ялинкова
- Вулиця Ярмаркова
- Вулиця Ярослава Мудрого

## Провулки

### Провулки
- Провулок Березневий
- Провулок Благодатний
- Провулок Василя Кричевського
- Провулок Виробничий
- Провулок Відродження
- Провулок Вокзальний
- Провулок Володимира Винниченка
- Провулок Дарвіна
- Провулок Деснянський
- Провулок Дніпровський
- Провулок Івана Сокура
- Провулок Заліський
- Провулок Зоряний
- Провулок Казимира Малевича
- Провулок Катерини Білокур
- Провулок Кобзарський
- Провулок Корольова
- Провулок Миколи Барбона
- Провулок Митрополита Андрея Шептицького
- Провулок Михайла Драгоманова
- Провулок Оболонський
- Провулок Озерний
- Провулок Олександра Удовиченка
- Провулок Остапа Вишні
- Провулок Павла Чубинського
- Провулок Парковий
- Провулок Пирогова
- Провулок Підлісний
- Провулок Піщаний
- Провулок Платона Симиренка
- Провулок Поштовий
- Провулок Рокфордський
- Провулок Соборний
- Провулок Староміський
- Провулок Старотроїцький
- Провулок Тихий
- Провулок Тракторний
- Провулок Холодильний
- Провулок Чорних Запорожців
- Провулок Щасливий

## Бульвари

### Бульвари
- Бульвар Незалежності
- Пішохідний бульвар

## Дорога

### Дорога
- Об'їзна дорога

## Майдан

### Майдан
- Майдан Свободи

## Площа

### Площа
- Площа Шевченка

## Зелені зони

### Зелені зони
- Парк Перемоги
- Парк імені Т. Г. Шевченка
- Приозерний парк
- Сквер «Сосновий» (Парк пам’яті Небесної Сотні)
- Сквер Слави[2][3]
- Сквер Загиблим воїнам[2]
- Сквер Юність[2][4]
- Бульвар Незалежності
- Пішоходний бульвар